# Черногорлая мексиканская сойка
Черногорлая мексиканская сойка (лат. Cyanolyca pumilo) — вид птиц семейства врановых. Подвидов не выделяют.

## Описание
Достигает длины 25-28 см и массы 47 г. Общая окраска оперения преимущественно кобальтово-синяя; макушка, затылок, спина, надхвостье и хвост немного более тусклые. Лицо и горло чёрного цвета; над глазом проходит белая «бровь». Клюв и ноги чёрные.  Радужная оболочка красновато-коричневая.
Обитает в субтропических и тропических влажных горных лесах Мексики, Гватемалы и Гондураса.
Питаются насекомыми, пауками, личинками и другими беспозвоночными, а также ягодами и спелыми плодами.